# Vitto Brown
Vittorio Joseph Brown, detto Vitto (Ada, 13 luglio 1995), è un cestista statunitense.

## Statistiche

### College
| Anno      | Squadra           | PG  | PT | MP   | TC%  | 3P%  | TL%  | RP  | AP  | PRP | SP  | PP  |
| --------- | ----------------- | --- | -- | ---- | ---- | ---- | ---- | --- | --- | --- | --- | --- |
| 2013-2014 | Wisconsin Badgers | 14  | 0  | 3,1  | 27,3 | -    | 0,0  | 0,9 | 0,2 | 0,0 | 0,0 | 0,4 |
| 2014-2015 | Wisconsin Badgers | 34  | 0  | 6,3  | 44,1 | -    | 58,8 | 1,3 | 0,2 | 0,2 | 0,2 | 1,8 |
| 2015-2016 | Wisconsin Badgers | 35  | 34 | 25,4 | 44,5 | 40,0 | 76,4 | 5,0 | 0,8 | 0,5 | 0,5 | 9,7 |
| 2016-2017 | Wisconsin Badgers | 37  | 37 | 20,9 | 39,8 | 31,9 | 75,8 | 3,9 | 1,0 | 0,5 | 0,5 | 6,8 |
| Carriera  | Carriera          | 120 | 71 | 16,0 | 42,3 | 35,2 | 71,3 | 3,1 | 0,6 | 0,4 | 0,4 | 5,5 |

### G League
| Anno      | Squadra         | PG  | PT | MP   | TC%  | 3P%  | TL%  | RP  | AP  | PRP | SP  | PP   |
| --------- | --------------- | --- | -- | ---- | ---- | ---- | ---- | --- | --- | --- | --- | ---- |
| 2017-2018 | Wisconsin Herd  | 5   | 0  | 17,6 | 45,5 | 50,0 | 100  | 5,0 | 0,6 | 0,4 | 0,2 | 7,2  |
| 2017-2018 | A.C. Clippers   | 19  | 5  | 20,1 | 37,1 | 27,9 | 78,3 | 4,4 | 0,9 | 0,4 | 0,4 | 7,1  |
| 2017-2018 | Maine Red Claws | 21  | 2  | 21,7 | 46,4 | 43,5 | 75,0 | 4,4 | 0,3 | 0,3 | 0,5 | 9,3  |
| 2018-2019 | Maine Red Claws | 47  | 22 | 25,6 | 40,9 | 36,5 | 89,3 | 4,8 | 1,0 | 0,5 | 0,4 | 10,4 |
| 2019-2020 | Erie BayHawks   | 42  | 30 | 29,0 | 46,4 | 38,2 | 79,7 | 6,5 | 1,6 | 0,6 | 1,0 | 15,2 |
| Carriera  | Carriera        | 134 | 59 | 25,0 | 43,5 | 37,3 | 82,5 | 5,2 | 1,1 | 0,5 | 0,6 | 11,1 |

### Eurolega
| Anno      | Squadra  | PG | PT | MP   | TC%  | 3P%  | TL%  | RP  | AP  | PRP | SP  | PP  |
| --------- | -------- | -- | -- | ---- | ---- | ---- | ---- | --- | --- | --- | --- | --- |
| 2024-2025 | Monaco   | 23 | 11 | 13,7 | 39,3 | 27,9 | 80,0 | 2,5 | 0,7 | 0,4 | 0,2 | 4,4 |
| Carriera  | Carriera | 23 | 11 | 13,7 | 39,3 | 27,9 | 80,0 | 2,5 | 0,7 | 0,4 | 0,2 | 4,4 |